# 小行星1185
小行星1185（1185 Nikko）是一颗主带小行星，于1927年11月17日由东京帝国大学天文台（今东京天文台）发现，以日本关东地区栃木县日光町（今日光市）命名。